# Jeunes Filles dansant autour d'un obélisque
Jeunes Filles dansant autour d'un obélisque est une œuvre du peintre Hubert Robert réalisée en 1798, et conservée au musée des beaux-arts de Montréal.

## Histoire

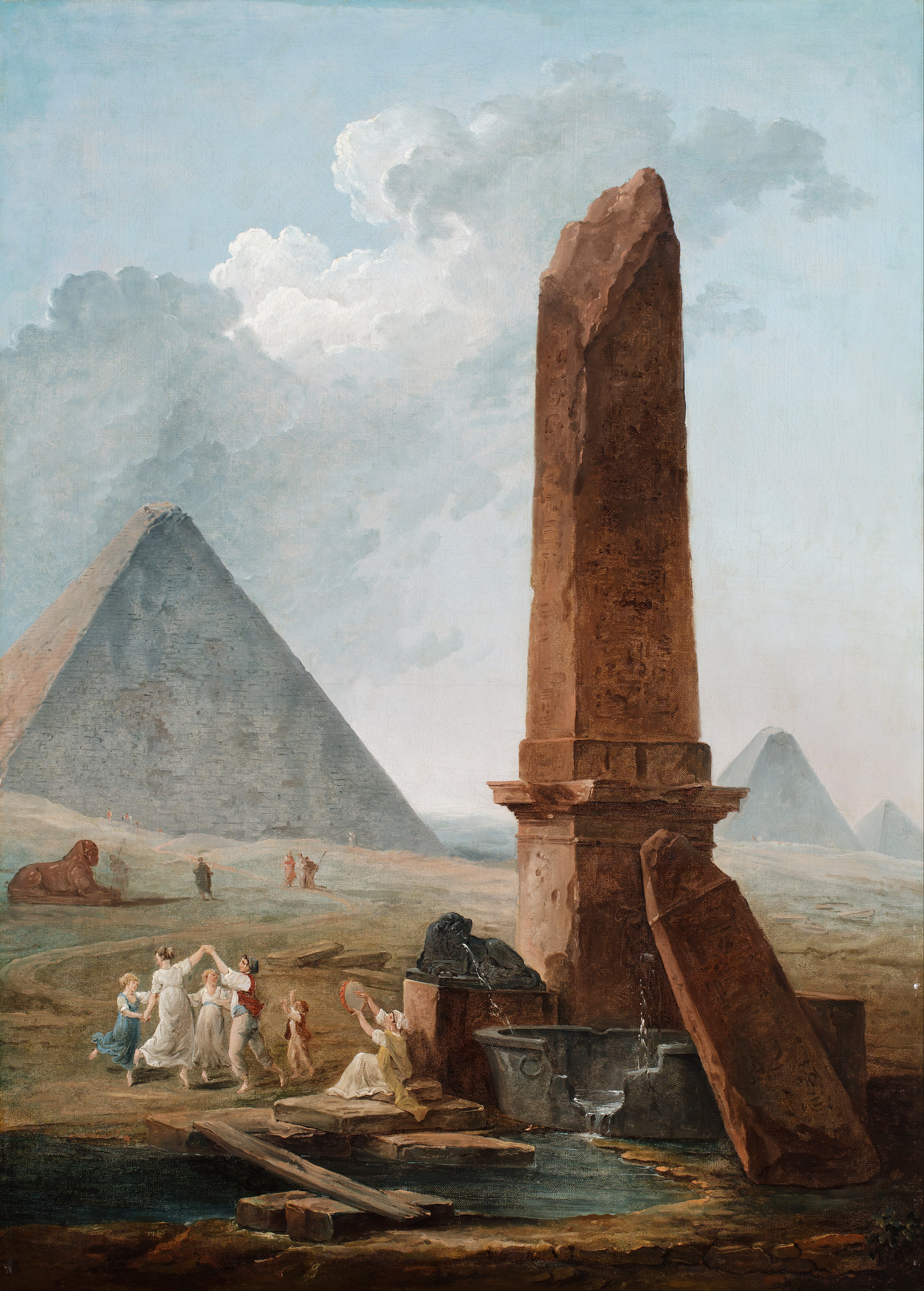
Version de Mougins.

Cette œuvre parvient au musée en 1964 par le legs Henriette Marie Meyer (en).
Le peintre en réalisa une version aux arguments similaires conservée au musée d'art classique de Mougins.
L'œuvre fut exposée au musée du Louvre lors de l'exposition temporaire  Hubert Robert, 1733-1808 - Un peintre visionnaire du 9 mars au 30 mai 2016.

## Sujet
Comme pour toutes les œuvres du peintre pré-romantique, ses paysages fantasmés de ruines et sa fascination pour les traces antiques l'emmènent mentalement ici en Égypte, dans l'engouement récent de l'égyptomanie au moment même ou Bonaparte entame sa campagne d'Égypte.

## Description
Dans un décor architectural égyptien, dont on aperçoit au loin les pyramides, un groupe de neuf danseuses, vêtues de robes blanches dans un style antique et portant à la taille des rubans de couleurs bleu et rouge, exécute une farandole autour de la base d'un obélisque dont le sommet tronqué gît au sol sur la droite de la composition  dans l'ombre.
La scène se complète d'un groupe aux atours plus modernes détaillant les ruines en bas à gauche et des musiciens jouent de leurs instruments juchés sur une corniche de l'obélisque. Des figures minuscules donnent la dimension, au loin, des pyramides.

## Analyse
Certaines analyses y voient une référence à la loge maçonnique des Neuf Sœurs, à l'opposition monde ancien - monde moderne,  une référence aux mondes égyptien, grec, français et à la campagne d'Égypte.